# Nowa Przełęcz
Nowa Przełęcz (słow. Nové sedlo) – rozległa przełęcz położona na wysokości 1845 m, na Słowacji, w głównej grani Tatr Bielskich, pomiędzy Muraniem i Nowym Wierchem. W grani Murania opadającej na przełęcz znajdują się dwa małe garby trawiasto-kosodrzewinowe – Murańskie Czubki, Zadnia Murańska Czubka wznosi się bezpośrednio po zachodniej stronie Nowej Przełęczy. Po wschodniej stronie przełęczy wznosi się trawiasta bula, a za nią wyższy o około 10 m poziomy odcinek grani – Nowy Przechód.
Północne stoki grani Nowej Przełęczy opadają do Nowej Doliny średnio stromym, trawiastym stokiem przeciętym kilkoma żlebkami. Na południową stronę natomiast opadają ścianą, w której są jednak dwa łatwiejsze do przejścia miejsca; Bujakowy Przechód i Nowy Przechód. Najniższe wcięcie Nowej Przełęczy znajduje się po wschodniej stronie Zadniej Murańskiej Czubki. Na trawiasty Nowy Upłaz opada z niego początkowo stromy, trawiasty stok, niżej podcięty pasem urwistychścianek
Z przełęczy jest łatwy dostęp do szczytu Nowego Wierchu, od którego też pochodzi jej nazwa.

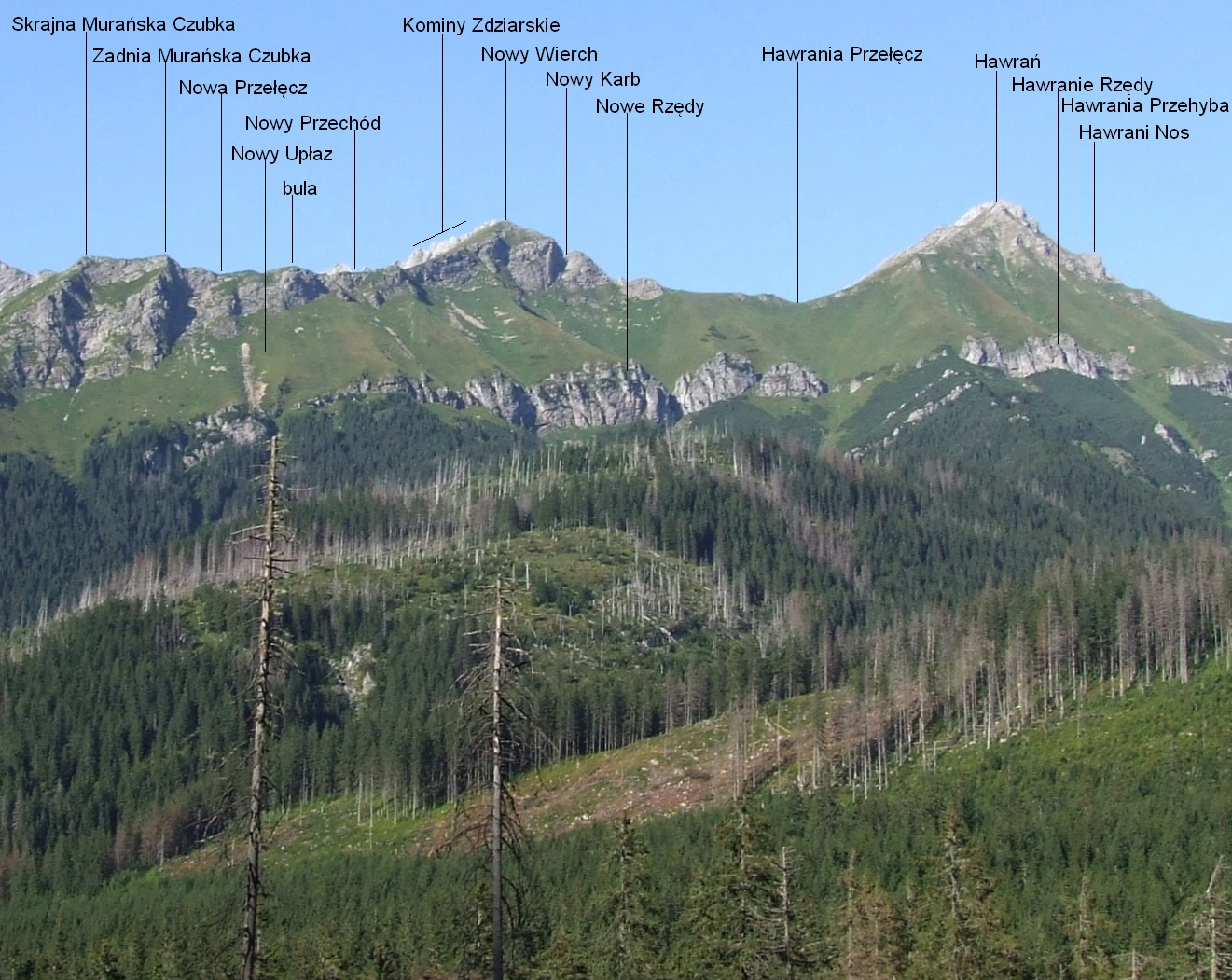
Widok z Doliny Jaworowej